# Testio
Testio (in greco antico: Θέστιος?, Théstios) è un personaggio della mitologia greca, re d'Etolia e figlio di Agenore (secondo Pausania che non cita la madre) o di Ares e Demonice (secondo Apollodoro e secondo Plutarco).

## Discendenza
Dai vari autori, a Testio è stata attribuita una numerosa progenie di cui solo in alcuni casi sia i nomi dei figli che le numerose avventure sono le stesse. Si citano quindi i quattro maggiori autori mitologici con una breve introduzione alle loro biografie:
- Pausania (che non cita una moglie), scrisse che fu padre di Leda[1], Altea, Protoo e Comete[4], indicando i due maschi come partecipanti alla caccia al cinghiale di Calidone[4].
- Apollodoro scrisse che sposò Euritemi, figlia di Cleobea, e fu padre delle femmine Altea (che sposò suo zio Oineo[5]), Leda (che sposò Tindaro[6]), Ipermnestra (che sposò Oicle) e dei maschi Plessippo, Evippo, Euripilo ed Ificlo[2], quest'ultimo partecipò alla ricerca del Vello d'oro[7].
- Plutarco (che non cita una moglie), scrisse di un unico figlio chiamato Calidone (probabilmente un omonimo del nonno Calidone), che lo stesso Testio uccise poiché lo trovo a letto assieme alla madre[3].
- Ovidio (che non cita ne i genitori ne la moglie), aggiunge il figlio Tosseo ai già citati Plessippo ed Altea[8] ed aggiunge che i due maschi (Tosseo e Plesippo) furono uccisi da Meleagro poiché rei di aver strappato la pelle del dorso del cinghiale dalle mani di Atalanta a cui il figlio di Oineo l'aveva donata[9].
- Igino scrisse che sposò Leucippe e che e fu padre delle femmine Altea e Leda e del maschio Ificlo[10].
- Gli scoli delle Argonautiche di Apollonio Rodio indicano che Deidameia (figlia di Periere) fu la donna con cui ebbe figli di Ificlo, Altea e Leda.[11]

## Mitologia
Fu un alleato dei fratelli Tindaro ed Icario di Sparta nella guerra contro Ippocoonte e Strabone scrisse che Tindaro ed Icario si rivolsero a lui dopo essere stati cacciati dalla loro patria e che Testio li aiutò in cambio di una parte delle terre conquistate. Strabone conferma anche che Leda sposò Tindaro.
Plutarco scrisse che visse a Sicione per un certo periodo e che poi rientrò nella sua terra ed aggiunge che l'attuale fiume Acheloo per un tempo portò il suo nome poiché il personaggio si suicidò annegandoci dopo aver compreso di aver ucciso il figlio Calidone ingiustamente. Plutarco scrive anche che il nome del fiume precedente a questo fatto era Axenos.